# Родригес, Франсиско Хавьер
Франси́ско Хавье́р Родри́гес Пине́до (исп. Francisco Javier Rodriguez Pinedo; 20 октября 1981, Масатлан, Синалоа) более известный как Ма́са (исп. El Maza) — мексиканский футболист, защитник. Выступал в сборной Мексики.

## Клубная карьера
Маса начал свою профессиональную карьеру в мексиканском клубе «Гвадалахара» в 2002 году. В общей сложности за 6 лет выступлений за «Гвадалахару» Маса сыграл 143 игры и забил 3 гола.
9 мая 2008 года Родригес перешёл в нидерландский «ПСВ» за 1,8 миллионов долларов и подписал трёхлетний контракт. Свой первый гол за ПСВ он забил 25 ноября 2008 года «Хераклесу».
15 июля 2011 года Франсиско Родригес перешёл в «Штутгарт», заключив контракт до 2014 года.

## Международная карьера
Родригес был включён в сборную Мексики на Олимпийские игры 2004, где мексиканцы выступили неудачно, вылетев после групповой стадии. 2 Апреля Рикардо Лаволпе включил Масу в состав на Чемпионат мира по футболу 2006 в Германии, где Маса провёл одну игру против сборной Португалии.
В 2011 году во время Золотого кубка у пяти футболистов сборной Мексики в крови был обнаружен запрещенный препарат кленбутерол. В результате чего все игроки были выведены из состава сборной и заменены. В их числе оказался Франсиско Родригес. 10 июня были проведены повторные тесты, которые дали отрицательный результат. 9 июля глава дисциплинарной комиссии Федерации футбола Мексики Альфонсо Сабатер заявил, что футболисты не будут дисквалифицированы, так как запрещённое вещество попало в их организм случайно вместе с мясом животных, проходивших курс лечения препаратом.

### Голы за сборную
| #   | Дата        | Место       | Противник | Счёт | Результат | Соревнование                |
| --- | ----------- | ----------- | --------- | ---- | --------- | --------------------------- |
| 01. | 8 июля 2005 | Карсон, США | ЮАР       | 1:2  | 1:2       | Золотой кубок КОНКАКАФ 2005 |